# Cephalcia masuttii
Cephalcia masuttii är en stekelart som beskrevs av Battisti och Boato 1995. Cephalcia masuttii ingår i släktet granspinnarsteklar, och familjen spinnarsteklar. Enligt den finländska rödlistan är arten nationellt utdöd i Finland. Arten har ej påträffats i Sverige. Artens livsmiljö är moskogar.